# Locking Up the Sun
«Locking Up the Sun» — четвёртая композиция финской рок-группы Poets of the Fall из альбома Carnival of Rust. Сингл был выпущен в Финляндии 29 ноября 2006 года и включает титульный трек, его ремикс «The Absolution», написанный Маркусом Каарлоненом (клавишником группы) и музыкальное видео, режиссёром которого является Туомас Харью, который уже снял для коллектива два предыдущих клипа. Видео поступило в ротацию финских телеканалов в начале ноября 2006 года.
В официальном чарте финских синглов Locking Up the Sun занял третью позицию.

## Список композиций
1. Locking Up the Sun (альбомная версия) (03:57)
2. The Absolution (ремикс на Locking Up the Sun) (04:54)

- Бонус: Видео Locking Up the Sun

## Номинации
| Год  | Награда   | Титул                           | Место |
| ---- | --------- | ------------------------------- | ----- |
| 2006 | The Voice | «Лучшее музыкальное видео 2006» | 12    |

## Позиции в чартах
| Чарт (2006)                                  | Наивысшая позиция |
| -------------------------------------------- | ----------------- |
| Чарт финских синглов (Finnish Singles Chart) | 3                 |